# Дорошівський дендропарк
Дороші́вський дендропа́рк — дендрологічний парк місцевого значення в Україні. Розташований на північний схід від села Бедриківці Чортківського району Тернопільської області, у кв. 68, вид. 7 Заліщицького лісництва Чортківського держлісгоспу, в межах лісового урочища «Дорошів».
Площа 3 га. Засновний 1961 року. Рішенням виконкому Тернопільської обласної ради від 28 грудня 1970 року № 829 йому надано статус пам'ятки природи; сучасний статус — від 1996 року. Перебуває у віданні ДП «Бучацьке лісове господарство».
У Дорошівському дендропарку зростають дерева і чагарники 50 видів, форм та різновидів, зокрема тис ягідний, сосна Веймутова, модрина європейська, берека, гледичія, горіх чорний, бархат амурський, ясен американський, ясенець звичайний та інші.
Дорошівський дендропарк — база наукових досліджень із вивчення, впровадження й акліматизації деревно-чагарникових порід різних видів.